# Тихоокеанское десятилетнее колебание

График колебания, построенный на основе месячных температур, 1900—2020

Тихоокеанское десятилетнее колебание (также Тихоокеанское декадное колебание или Тихоокеанская декадная осцилляция, англ. Pacific Decadal Oscillation) — долговременная закономерность в изменчивости климата в Тихоокеанском регионе, сходная с более известной Южной осцилляцией, или Эль-Ниньо. Экстремумы колебания характеризуются либо аномально низкими температурами океанской воды во внутренней зоне северной части Тихого океана и аномально высокой температурой воды у побережья Северной Америки, либо обратным соотношением температур. Колебание оказывает существенное влияние на чувствительные к изменениям климата природные ресурсы в Тихом океане (в том числе в Южном полушарии) и частично в Северной Америке. Сообщается также о связи Тихоокеанского десятилетнего колебания с климатическими аномалиями в Европе.

Реконструкция колебания, 993—1996

Впервые описано в 1997 году Н. Мантуа и соавторами. Несколько последующих исследований определили, что за XX век полный цикл колебания повторялся дважды: «прохладные» стадии цикла протекали с 1890 по 1924 и с 1947 по 1976 годы, сменяясь «тёплыми» стадиями с 1925 по 1947 и с 1977 по середину 1990-х годов. Косвенные данные, опирающиеся в частности на исследования годичных колец деревьев и тихоокеанских кораллов, указывают на то, что цикличность сохраняется как минимум с начала 1600-х годов.
В разных теориях Тихоокеанское колебание может рассматриваться как цельный самостоятельный процесс или как сочетание двух отдельных, в том числе независимых один от другого. К середине 2010-х годов было показано, что на колебание оказывает влияние комбинация нескольких факторов:
- Флуктуации Алеутской депрессии;
- Атмосферный мост, связывающий климатические факторы в северной части Тихого океана с изменениями в системе осадков в тропической зоне;
- Распространение океанских волн вдоль восточных берегов Тихого океана от экватора в сторону полюсов;
- Тропические Тихоокеанские десятилетние вариации;
- Циклические процессы при перемешивании слоёв океанской воды в средних широтах;
- Динамика северного субполярного и субтропического атмосферных круговоротов;
- Взаимодействие атмосферы и океанских вод в летний период;
- Северотихоокеанские погодные аномалии.